# Léopold Marchand
Léopold Marchand (Parigi, 5 febbraio 1891 – Parigi, 25 novembre 1952) è stato un commediografo, sceneggiatore e dialoghista francese.

## Biografia
Leopold Marchand era il figlio di Edouard Marchand, direttore di numerosi teatri parigini (l'Eldorado, La Scala e Folies Bergère).
Nel 1919 incontrò Colette, dopo che fino a quel momento aveva scritto la sua commedia d'esordio, in un atto, Les Croyants (I credenti), messa in scena al Nouveau Théâtre Libre; con Colette strinse amicizia e collaborarono per adattare al teatro dapprima il suo romanzo Chéri (1921), e successivamente il romanzo La Vagabonde (1923), opera incentrata sulla descrizione del mondo del music-hall.
Da allora divenne uno dei più prolifici autori del teatro di boulevard e dell'operetta negli anni fra le due guerre, caratterizzandosi per l'abilità di sceneggiatore, la brillantezza dei dialoghi, la spiccata fantasia, la sottile ironia e una lieve nota di malinconia.
Nel 1924 scrisse La femme du jour (1924) in collaborazione con Paul Armont, dopo di che realizzò le seguenti commedie: Mon gosse de père (1925), Nous ne sommes plus des enfants (1927), J'ai tué (1928), Sans façons (1929, operetta musicata da Georges Auric), Durand bijoutier (1930), La Belle Amour (1931), Balthazar (1931),con le quali oltre ad ottenere un buon successo, dimostrò di essere un autore versatile capace di dedicarsi al dramma come al vaudeville e alla commedia psicologica.
Nel 1932, si trasferì a Hollywood per lavorare con la Metro-Goldwyn-Mayer come soggettista e sceneggiatore cinematografico, dove riscosse consensi.
La sua attività di commediografo proseguì con Une poule sur un mur est joué, rappresentata al Théâtre des Variétés, cui seguì Ces Messieurs de la Santé (1934), Pour ton bonheur (1935, operetta scritta assieme ad Albert Willemetz), La vie est si courte (1936), il suo capolavoro Trois valses (1937, operetta creata da Yvonne Printemps e Pierre Fresnay ai Bouffes-Parisiens su distici di Albert Willemetz e le musiche di Johann Strauss Sr., Johann Strauss Jr. e Oscar Straus).
Nel 1938 firmò con Paul Armont  Le Valet maître; durante gli anni della seconda guerra mondiale partecipò alla resistenza francese e in seguito venne insignito della Croce di Guerra.
Nel 1947 realizzò À l'aimable Sabine, una commedia musicale sulle musiche di Louis Beydts e tre anni dopo collaborò nuovamente con Colette per adattare il suo romanzo La Second, messo in scena al Théâtre Marigny.
Nell'arco della sua carriera di autore teatrale realizzò circa una quarantina di opere.

## Opere principali

### Teatro
- I credenti (Les Croyants) (1919);
- Chéri (1921);
- La vagabonda (La Vagabonde) (1923);
- La donna del giorno (La femme du jour) (1924);
- Figlio mio padre (Mon gosse de père) (1925);
- Non siamo più bambini (Nous ne sommes plus des enfants) (1927);
- Ho ucciso (J'ai tué) (1928);
- Senza modi (Sans façons) (1929);
- Gioielliere Durand (Durand bijoutier) (1930);
- Il bellissimo amore (La Belle Amour) (1931);
- Balthazar (1931);
- Questi signori della salute (Ces Messieurs de la Santé) (1934);
- Per la tua felicità (Pour ton bonheur) (1935);
- La vita è così breve (La vie est si courte) (1936);
- Tre valzer (Trois valses) (1937).

### Cinema: sceneggiature
- Un'ora d'amore (One Hour with You) regia di Ernst Lubitsch, (1932);
- Amami stanotte (Love Me Tonight) regia di Rouben Mamoulian, (1932);
- Al guinzaglio di Eva (Un fil à la patte) regia di Karl Anton, (1933);
- Topaze regia di Louis J. Gasnier, (1933);
- Sansone regia di Maurice Tourneur, (1936);
- Tre valzer (Les trois valses) regia di Ludwig Berger, (1938);
- L'Embuscade regia di Fernand Rivers, (1941);
- La leggenda di Faust regia di Carmine Gallone, (1950).